# Papirus 57
Papirus 57 (według numeracji Gregory-Aland), oznaczany symbolem {\displaystyle {\mathfrak {P}}^{57}} – grecki rękopis Nowego Testamentu, spisany w formie kodeksu na papirusie. Paleograficznie datowany jest na IV albo V wiek. Zawiera fragmenty Dziejów Apostolskich.

## Opis
Zachowały się jedynie fragmenty Dziejów Apostolskich (4,36-5,2.8-10).

## Tekst
Tekst grecki rękopisu reprezentuje aleksandryjską tradycję tekstualną. Kurt Aland zaklasyfikował go do kategorii II.

## Historia
Tekst rękopisu opublikował Peter Sanz w 1946 roku. Aland umieścił go na liście rękopisów Nowego Testamentu, w grupie papirusów, dając mu numer 57.
Rękopis datowany jest przez INTF na IV albo V wiek.
Obecnie przechowywany jest w Austriackiej Bibliotece Narodowej (Pap. Vindob. G. 26020) w Wiedniu.